# Chế độ chuyên quyền
Chế độ chuyên quyền (tiếng Anh: autocracy) là một chính phủ với quyền lực được tập trung chỉ trong tay một người. Mọi quyết định của người này không bị ràng buộc bởi pháp lý bên ngoài hay các cơ chế kiểm soát phổ biến (trừ các đe dọa tiềm ẩn như đảo chính và cuộc nổi loạn quy mô rất lớn).
Các nước quân chủ chuyên chế (chẳng hạn như Ả Rập Xê Út, UAE, Oman, Brunei và Eswatini) và các nước độc tài (Turkmenistan, Trung Quốc và Cộng hòa Dân chủ Nhân dân Triều Tiên) là các dạng chính phủ chuyên quyền hiện đại.

## Tên gọi
Một số từ điển Anh-Việt thì cho rằng từ autocracy có nghĩa là độc tài hay chế độ độc tài.